# 卡斯泰特诺-康布隆
卡斯泰特诺-康布隆（法語：Castetnau-Camblong，法語發音：[kastɛtno kɑ̃blɔ̃]）是法国大西洋比利牛斯省的一个市镇，属于奥洛龙-圣玛丽区。该市镇于1790-1794年间由卡斯泰特诺（Castetnau）和康布隆（Camblong）合并而成。

## 地理
卡斯泰特诺-康布隆（43°19'36"N, 0°46'56"W）面积11.37 平方千米，位于法国新阿基坦大区大西洋比利牛斯省，该省份为法国东南部省份，涵盖了贝阿恩与北巴斯克，西临大西洋比斯開灣，北至朗德省，东北接热尔省，东临上比利牛斯省，南与西班牙接壤。
与卡斯泰特诺-康布隆接壤的市镇（或旧市镇、城区）包括：昂古斯、阿拉斯特-拉尔比约、巴斯塔内斯、沙尔、梅里坦、纳瓦朗克斯、叙斯米乌、维耶勒纳沃-德纳瓦朗克斯。
卡斯泰特诺-康布隆的时区为UTC+01:00、UTC+02:00（夏令时）。

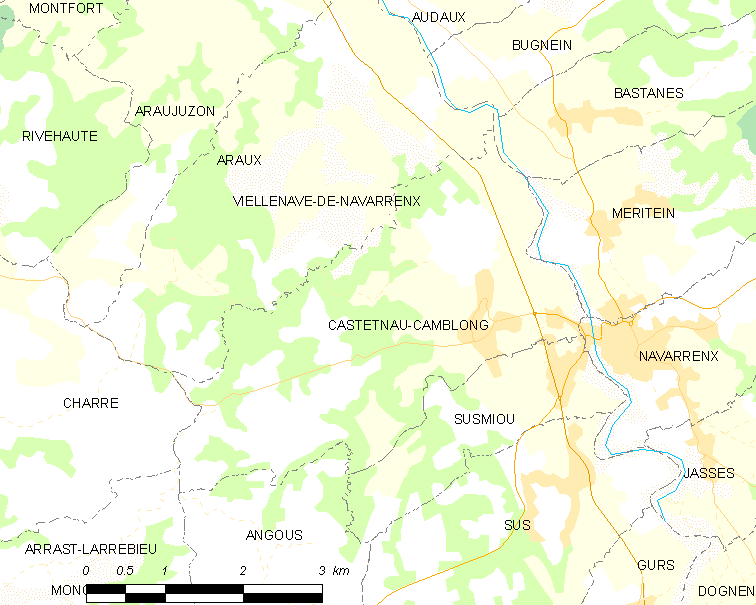
卡斯泰特诺-康布隆的OSM定位图

## 行政
卡斯泰特诺-康布隆的邮政编码为64190，INSEE市镇编码为64178。

## 政治
卡斯泰特诺-康布隆所属的省级选区为贝阿恩中心县。

## 人口

1962-2008年间卡斯泰特诺-康布隆人口变化图示

卡斯泰特诺-康布隆于2022年1月1日时的人口数量为456人。